# Бруде II
Бруде II (*Brude II, д/н —641) — король піктів у 635—641 роках.

## Життєпис
Був сином Від або Гвіда та онуком короля Кініоха I. Висувається теорія, що Бруде II був сином Нехтона, короля Стратклайду. Після загибелі брата Гартнарта III у 635 році успадкував трон Піктії.
У 637 році виступив проти Дал Ріади, завдавши королівству поразку в союзі з Верховним королем Ірландії Домналлом мак Аедо. У 638 році рушив на допомогу королівству Гододін, яке зазнало нападу Нортумбрії, втім зазнав невдачі.
Надалі боровся проти Дал Ріади і Стратклайду. Помер чи загинув у 641 році. Йому спадкував брат Талорк III.